# Charles de Spoelberch de Lovenjoul
Le vicomte Charles de Spoelberch de Lovenjoul, né à Bruxelles le 30 avril 1836, mort à Royat le 3 juillet 1907, est un érudit, collectionneur et écrivain belge. Sa bibliothèque est conservée par l'Institut de France.

## Biographie
Héritier d’une ancienne famille de l’aristocratie belge, Charles de Spoelberch de Lovenjoul est le fils de Maximilien de Spoelberch, vicomte de Lovenjoul, et d'Hortense, vicomtesse de Putte, ainsi que le petit-fils du vicomte Jean-Henri de Spoelberch (nl). Il est le gendre du comte Ludovic d'Ursel.
Passionné de littérature française, Lovenjoul constitua une imposante bibliothèque sur les écrivains français du XIXe siècle, comprenant des volumes, des revues littéraires, des journaux et, à partir de 1870, des manuscrits et des lettres autographes qu’il légua à l’Institut de France en mai 1905. La collection comprend les œuvres manuscrites et imprimées d’Honoré de Balzac, George Sand, Théophile Gautier, la majorité de la correspondance de Gustave Flaubert mais aussi de nombreux documents sur les écrivains du XIXe siècle, notamment Sainte-Beuve : 1 500 manuscrits, 40 000 volumes imprimés, 900 titres de périodiques (pour la période 1800-1907), des objets et souvenirs divers, ainsi qu’une grande quantité d’archives personnelles, dont sa correspondance, riche de quinze mille lettres.

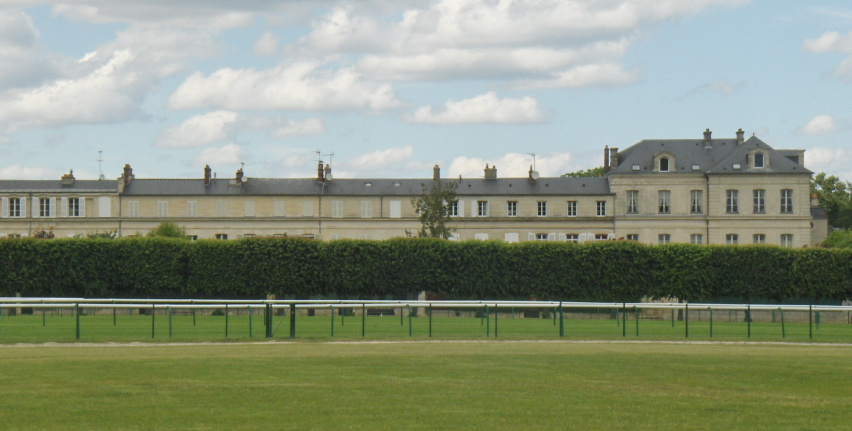
L'Hôtel Spoelberch de Lovenjoul (à droite), a abrité la collection du vicomte entre 1910 et 1987.

Transportée depuis Bruxelles en 1910 sous l'œil vigilant de Georges Vicaire et installée par ses soins dans l'ancien couvent des religieuses de Saint-Joseph-de-Cluny, au 23 rue du Connétable à Chantilly, la collection comporte 659 caisses de livres et de papiers et 818 ballots de journaux. Les frais de garde et d'entretien de la collection devaient être réglés grâce aux revenus de l'hôtel du boulevard du Régent, également légué à l'Institut. C'est l'ami et exécuteur testamentaire Eugène Gilbert qui veilla à la bonne exécution du testament et en particulier au choix, suggéré par Gabriel Hanotaux, de Georges Vicaire comme Conservateur ; Georges Vicaire était un bibliographe et bibliophile érudit, grand Balzacien, ami du vicomte et attaché à la bibliothèque Mazarine.
En 1987, la collection a été transférée à la bibliothèque de l’Institut de France. Les portraits du père d’Honoré de Balzac et de Laure de Berny sont exposés dans la salle de lecture, ainsi que le portrait photographique de Lovenjoul.
Lovenjoul a rassemblé les écrits balzaciens dispersés à la mort d’Évelyne Hańska. Grâce à lui, l’Institut de France conserve désormais la majorité des manuscrits et des épreuves corrigées de Balzac. Classée par Georges Vicaire, la collection a été mise à la disposition des chercheurs en 1914. Son catalogue, établi par Georges Vicaire, a été publié dans une version condensée : Chantilly, Bibliothèque Spoelberg de Lovenjoul, Bibliothèque nationale, 1960 (Catalogue général des bibliothèques publiques de France, t. LII).
Lovenjoul rencontra George Sand peu après 1870 et il proposa à la romancière de réaliser une édition de ses œuvres complètes pour lesquelles elle commença à rédiger de nouvelles dédicaces. Mais George Sand mourut avant que son travail ne soit achevé et le projet fut abandonné.
Ce grand érudit participa lui-même à l’édition des œuvres de ses auteurs préférés.

## Œuvres
- Les Lundis d’un chercheur, Calmann-Lévy, (1894)
- Un roman d’amour, Calmann-Lévy, (1896)
- Histoire des œuvres d’Honoré de Balzac, Paris, Calmann Lévy, 1879 (lire en ligne), prix Marcelin Guérin de l’Académie française en 1888
- Un dernier chapitre de l'Histoire des œuvres de H de Balzac, E. Dentu, Impression de la Maison Quantin, Paris, (1880)
- Autour d’Honoré de Balzac (1897). Réédité par Slatkine (1973), prix Auguste-Furtado de l’Académie française en 1898
- Études balzaciennes. Un roman d’amour (1896). Réédité par Slatkine (1973)
- Histoire des œuvres de Théophile Gautier (1887). Réédité par Slatkine (1968), prix Marcelin-Guérin de l’Académie française en 1888
- La Genèse d’un roman de Balzac : les Paysans, Lettres et fragments inédits (1901). Réédité par Slatkine (1968)
- Une Page perdue de H. de Balzac : notes et documents (1903). D'abord publié sous forme de feuilleton dans Le Figaro du 7 mai 1899 au 20 mai 1899
- Bibliographie et Littérature (Trouvailles d'un Bibliophile), Collection du Bibliophile parisien, chez Henri Daragon, libraire, Paris, (1903)
- Le Roman de Sisyphe, précédée d'une lettre d'Alexandre Dumas fils de l'Académie française, Bibliothèque Charpentier.
- Études de Bibliographie contemporaine, Histoire des œuvres de George Sand Livre signalé comme étant en préparation en 1887.,
  - Sous le pseudonyme "Le Bibliophile Isaac", il a également écrit d'autres livres ou études[4].